# Arethuseae
Arethuseae, tribus kaćunovki u potporodici Epidendroideae. Sastoji se od dva podtribusa, Arethusinae i Coelogyninae s ukupno 14 rodova.

## Podtribusi i rodovi
1. Tribus Arethuseae Lindl.
  1. Subtribus Arethusinae Benth.
    1. Calopogon R. Br. (5 spp.)
    2. Arethusa L. (1 sp.)
    3. Anthogonium Wall. ex Lindl. (1 sp.)
    4. Arundina Blume (1 sp.)
    5. Eleorchis F. Maek. (1 sp.)

  2. Subtribus Coelogyninae Benth.
    1. Pleione D. Don (24 spp.)
    2. Thunia Rchb. fil. (5 spp.)
    3. Dilochia Lindl. (10 spp.)
    4. Thuniopsis L. Li, D. P. Ye & Shi J. Li (2 spp.)
    5. Bletilla Rchb. fil. (5 spp.)
    6. Mengzia W. C. Huang, Z. J. Liu & C. Hu (1 sp.)
    7. Aglossorrhyncha Schltr. (12 spp.)
    8. Glomera Blume (157 spp.)
    9. Coelogyne Lindl. (607 spp.)

- Nabaluia Ames sinonim za Coelogyne Lindl.